# Saint-Laurent-des-Combes, Gironde
Saint-Laurent-des-Combes är en kommun i departementet Gironde i regionen Nouvelle-Aquitaine i sydvästra Frankrike. Kommunen ligger i kantonen Castillon-la-Bataille som tillhör arrondissementet Libourne. År 2022 hade Saint-Laurent-des-Combes 229 invånare.

## Befolkningsutveckling
Antalet invånare i kommunen Saint-Laurent-des-Combes
Referens:INSEE